# Anciens combattants amérindiens
 (mars 2020).
Les anciens combattants amérindiens sont les vétérans autochtones ayant combattu dans les rangs des armées des États-Unis ou du Canada au cours des guerres modernes.

## La Première Guerre mondiale

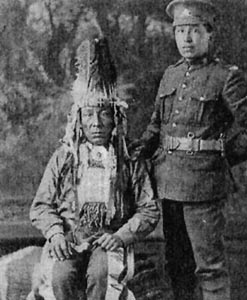
Brass Alexander, soldat canadien, Première Guerre mondiale.

Un tiers des Indiens canadiens, soit environ 4 000 d’entre eux, aptes au service, et d’âge militaire se sont enrôlés au cours de la Première Guerre mondiale dans les forces canadiennes même si certains vivaient dans des régions reculées du Canada.
Un an après le commencement de la guerre, Duncan Campbell Scott, sous-surintendant général au ministère des affaires indiennes, fit part de la réponse des Indiens au parlement :
« Je suis heureux d'attirer l'attention sur le fait que la participation de la Grande-Bretagne à la guerre a suscité des expressions de loyauté de la part des Indiens et qu'ils ont offert de verser des contributions à l'égard des dépenses générales de guerre ou du Fonds patriotique. Certaines bandes ont également offert les services de leurs guerriers si nous en avions besoin. »
De telles déclarations furent publiées durant les quatre années de guerre à travers tout le Canada pour souligner l’augmentation continue du nombre de recrues et des dons en argent provenant des nations indiennes.
Malgré ces rapports, on ne connaît pas le nombre total de volontaires, car ce n’est qu’à la fin de 1915 que l’on commença à indiquer l’origine autochtone sur les feuilles d’enrôlement. Les autochtones enrôlés avant janvier 1916 ne font pas partie des listes officielles, de même que les Indiens des territoires du Nord, de Terre-Neuve, alors indépendant du Canada, des Inuits, des métis et des autochtones américains.
L’empire britannique avait tout d’abord découragé l’enrôlement des Indiens canadiens et fit adopter au gouvernement canadien une politique qui interdisait le service des Indiens outre-mer, sous prétexte que l’ennemi percevait les autochtones comme sauvages et que ces derniers feraient ainsi l’objet de mauvais traitements s’ils étaient faits prisonniers. La politique ne fut jamais appliquée.
L’enthousiasme autochtone était tel que certaines réserves perdirent presque tous leurs jeunes hommes. Par exemple, seulement trois hommes parmi les Algonquins de la bande Golden Lake restèrent dans leur réserve. La moitié des Micmacs et des Malécites au Nouveau-Brunswick et en Nouvelle-Écosse s’enrôlèrent, et la collectivité de File Hills en Saskatchewan, offrit tous ses hommes, de même que la bande Had of the Lake en Colombie-Britannique.  On estime à quinze le nombre d’Inuits du grand Nord canadien venus se joindre au 1er Newfoundland Régiment.
Les Iroquois de Grand River en Ontario fournirent le plus de guerriers, 300 d’entre eux (sur une population totale de 4 500 personnes en 1914) allèrent au front. Nombre de ces volontaires furent membres du 37th Haldimand rifles qui composa le 114th bn, le seul bataillon qui compta plus de 500 autochtones et eut droit à un drapeau distinctif formé de symboles iroquois. De ce groupe, 29 ont été tués au combat, cinq sont morts des suites de blessures ou de maladies, un a été fait prisonnier de guerre et un a été porté manquant.
La plupart des Canadiens, y compris les autochtones, servirent dans l'infanterie du Corps canadien au sein de Corps expéditionnaire canadien (CEC). De nombreux autochtones devinrent tireurs d'élite et éclaireurs. On faisait ainsi appel - avec des effets dévastateurs - à leurs talents traditionnels de chasseur et de guerrier.
Les fonctions étaient simples et dangereuses. Les tireurs d'élite servaient à décontenancer l'ennemi en atteignant leurs cibles à partir de cachettes, appelées «nids». Avant une attaque, les éclaireurs se glissaient derrière les lignes de front afin de déterminer les positions de l'ennemi et sa force. Pendant toute la guerre, le ministère des Affaires indiennes reçut de nombreuses lettres du front où l'on faisait l'éloge des tireurs d'élite et des éclaireurs autochtones. En outre, au moins 37 décorations furent décernées à des autochtones canadiens pour le courage dont ils firent preuve comme tireurs d'élite et éclaireurs, ainsi que pour d'autres actes de bravoure pendant la guerre.
On oublie parfois aussi les courriers, les autochtones étant de très grand coureurs, ils furent utilisés en priorité pour acheminer les messages importants, un soldat allemand en 1916 en a témoigne ainsi dans son journal, je cite «  j’ai vu un homme courir, très vite, d’après son uniforme, il devait être anglais, j’ai pris mon fusil et j’ai tiré dessus. Je l’ai vu tomber, rouler, s’immobiliser puis se relever et courir aussi vite, j’ai tiré, et tiré encore, de nombreuses fois, et je l’ai vu tomber et se relever autant de fois. Puis je l’ai perdu de vue, et il s’est retrouvé derrière moi. Il était canadien et très foncé, sûrement un de ces sauvages indiens. Je n’avais plus le choix, je me rendis sans condition. »
Le soldat Thomas Longboat, grand coureur canadien, médaillé d’or aux jeux olympiques venait d’arrêter 8 soldats allemands et fut emmené à l’hôpital pour 24 blessures par balle.

## La Seconde Guerre mondiale

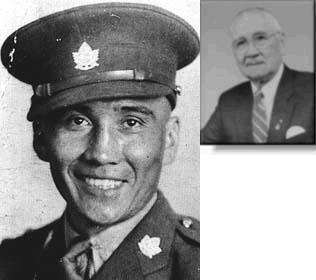
Greyeyes David, soldat canadien, Seconde Guerre mondiale.

Le Canada déclara la guerre à l’Allemagne le 10 septembre 1939, et pour la seconde fois, les autochtones répondirent à l’appel.
On rapporterait  au total 3 090 participants, mais comme pour la Première Guerre mondiale, un grand nombre d’autochtones ne furent pas pris en compte. Contrairement à la Première Guerre mondiale, les Amérindiens sont considérés comme sujets britanniques et peuvent donc s’enrôler sauf dans l’aviation et la marine. Plus de 200 soldats canadiens autochtones furent tués au combat ou moururent de leurs blessures au cours de la Seconde Guerre mondiale. Les autochtones gagnèrent au moins 18 décorations pour bravoure au combat. Ils participèrent à toutes les principales batailles et campagnes, y compris le désastreux raid de Dieppe et l'importante invasion de la Normandie. Ils servirent aussi sur l'un des pires théâtres imaginables, Hong Kong, où près de 2 000 membres des Winnipeg Grenadiers et des Royal Rifles of Canada devinrent prisonniers de guerre des Japonais. Parmi eux se trouvaient au moins 16 Indiens et Métis, dont neuf succombèrent à des blessures ou à la maladie. les autochtones contribuèrent activement à l'effort de guerre au pays. En Colombie-Britannique, ils furent nombreux à se joindre aux unités de défense des côtes du Pacifique. Ces unités patrouillaient et surveillaient les côtes pour déceler des signes d'une invasion japonaise. Partout au pays, des Indiens et des Indiennes œuvrèrent dans les usines de guerre et travaillèrent pour accroître la production agricole sur leurs réserves. En outre, les Indiens offrirent les terres de certaines réserves pour installer des aéroports, des champs de tir et des postes de défense.
À la fin de la guerre, la Direction des affaires indiennes rapporta que les bandes indiennes du Canada avaient donné plus de 23 000 $, sans compter les montants qui avaient été envoyés directement à la Croix-Rouge, au Fonds britannique des victimes de la guerre, à l'Armée du Salut et à d'autres associations charitables semblables, ainsi que des dons de vêtements et d'autres articles.

## Le retour des anciens combattants

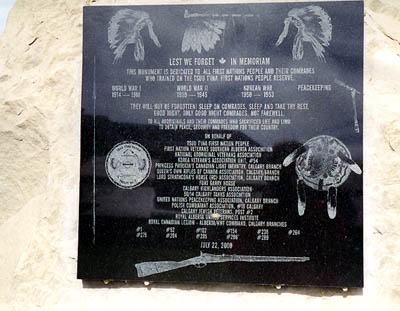
Monument aux morts, Sarcee Indian Reserve.

Les Autochtones participèrent à toutes les batailles et campagnes, y compris le désastreux raid sur Dieppe le 19 août 42, ou à la grande bataille de Vimy en avril 1917.
Les soldats autochtones revinrent au Canada avec des souvenirs incroyables et des émotions diverses. En même temps que les horreurs de la guerre, ils apportaient avec eux la fierté et la joie d'avoir aidé à libérer des peuples captifs. Ces autochtones revinrent en outre avec l'expérience de styles de vie différents, particulièrement avec celui de la Grande-Bretagne où, pendant des mois et, dans certains cas, pendant des années, ils s'étaient entraînés.
Les anciens combattants autochtones sont fiers de leurs contributions du temps de guerre. Certains ont fait des pèlerinages commémoratifs aux champs de bataille sur lesquels ils ont combattu des décennies auparavant. Des monuments commémoratifs ont été érigés dans des endroits stratégiques sur plusieurs réserves.
Les résidents s'y réunissent chaque année le 11 novembre pour les cérémonies du jour du Souvenir.
Pourquoi se sont-ils engagés si bénévolement ? 
La réponse serait: 
- 1° le patriotisme,
- 2°  gagner une paye importante,

mais la raison principale est due à leur tradition guerrière.
Prenons le cas du lieutenant Brant Cameron Donald, arrière-arrière-petit-fils de Joseph Brant, chef mohawk qui aida les Britanniques au XVIIe siècle. Brant Cameron Donald fut tué à Ypres le 24 avril 1915 lors d’une charge héroïque. Citons également le soldat Standing Buffalo Joseph, décédé le 29 septembre 1918. Il était le petit-fils du grand chef sioux Sitting Bull.  On peut également rappeler la famille Dreaver, qui envoya 23 membres de sa famille durant les deux guerres.  Enfin, citons encore Prince Tommy, qui fut décoré de 11 médailles durant la Seconde Guerre mondiale et la guerre de Corée.
Mais le retour ne fut pas toujours joyeux, des anciens combattants indiens fraîchement rapatriés au Canada, n’étaient pas admissibles aux prestations des anciens combattants s’ils n’abandonnaient pas leur statut d’indien. Dans d’autres cas, ils constataient qu’en leur absence, l’agent régional des affaires indiennes avait supprimé leur nom de la liste des membres de la réserve, pire certains avaient perdu leurs terres au profit d’anciens combattants « blancs ».
En 1924 est voté l'Indian Citizenship Act, qui donne la citoyenneté aux Amérindiens et, dans certains cas, le droit de vote.
On estime le nombre d’Amérindiens canadiens enrôlés durant les deux conflits entre 7 000 et 12 000, soit un nombre proportionnellement plus grand que le reste de la population canadienne. Officiellement, 500 d’entre eux furent tués. Les sépultures de ces soldats oubliés sont réparties dans le Nord-Pas-de-Calais, la Belgique, mais également à travers le monde entier (Hong Kong, Bagdad, Le Caire…)

## Et les États-Unis?
Les Américains ont connu les mêmes problèmes que les autochtones canadiens. La différence, est que dès 1917, le système de codage grâce aux langues indiennes est mis en place : Crees, Choctaws, Sioux et Cheyennes traduisent les messages dans leurs langues maternelles pour brouiller les pistes. Durant la Seconde Guerre mondiale, ce sont les Navajos dans le Pacifique et les Choctaws en Europe qui auront la lourde tâche de servir de codeurs.
De nombreux autres Amérindiens des États-Unis serviront l’armée américaine durant les deux guerres. On les estime à 17 313 durant la première guerre, et plus de 45 000 durant la seconde.
La contribution amérindienne (Canada, États-Unis confondus) ne s’arrêtera pas en 1945, ils participeront activement à la guerre de Corée, la guerre du Viêt Nam, la guerre du Golfe… et depuis 2001, 32 Amérindiens ont donné leurs vies en Irak et en Afghanistan[Quand ?].
Près de 300 Amérindiens venus de Guyane ont servi la France durant les deux guerres mondiales et la guerre d’Algérie. Le Canada a rendu hommage aux anciens combattants indiens, métis et inuits durant un pèlerinage de deux semaines en France et en Belgique.

## Sources
- Soldats Autochtones en terres étrangères, publication du Gouvernement du Canada Veterans Affairs.
- Association des anciens combattants des Premières nations de la Saskatchewan.
- Association nationale des anciens combattants Métis.
- Association nationale des anciens combattants autochtones.
- Association de recherche des anciens combattants amérindiens.
- Honorable Rey D. Pagtakhan, ancien ministre canadien des anciens combattants.
- Publication de la tournée spirituelle, Gouvernement Canadien année 2005.
- Warriors of the King, prairie indians in World War one. de L.James.Dempsey.
- Forgotten Soldiers, de Fred Gaffen.
- Native veterans association of northwestern ontario.
- Native American Veterans Association.
- Native veterans, Oklahoma Branch.
- Un aperçu de la participation des peuples autochtones a l'histoire militaire canadienne. De John moses, Donald Graves et Warren Sinclair, Archives nationales du Canada.
- Sinclair Moses, Aaron andrew, Chibbity Charly, Bear joseph : veterans de la Seconde Guerre mondiale.
- Site du Monument Commémoratif Canadien de Vimy.
- NOTES: La plupart des liens externes servent également de références.